# Meron Mazur
Dom Meron Mazur, O.S.B.M. (ucraniano: Мирон Мазур; 5 de fevereiro de 1962 ) é um bispo greco-católico ucraniano brasileiro e primeiro eparca da Imaculada Conceição em Prudentópolis dos Ucranianos.

## Biografia
Mazur frequentou o Seminário Menor Basiliano de São José em Prudentópolis e depois ingressou na Ordem de São Basílio Magno como noviço em 7 de fevereiro de 1979. Realizou os primeiros votos em 10 de fevereiro de 1981. Concluiu o ensino médio e os estudos filosóficos no St. Basil's Seminary-Studium em Bastel, Curitiba. Foi enviado a Roma em 1986, onde frequentou o Pontifício Ateneu de Santo Anselmo, formando-se em Teologia Sacra em 1989 e em Ciências da Educação em 1992 pelo Instituto Salesianum.
Fez a profissão solene em 1 de janeiro de 1988, na Igreja Basiliana do Pantocrator, em Roma. Foi ordenado diácono em 1 de janeiro de 1990, através do Arcebispo Miroslav Stefan Marusyn. Recebeu a ordem sacerdotal em 8 de setembro de 1990, pelas mãos de Dom Efraím Basílio Krevey, O.S.B.M., eparca de São João Batista em Curitiba dos Ucranianos.
Pe. Meron desempenhou várias funções pastorais e serviu como professor, superior e reitor nos Institutos Basilianos de Prudentópolis e Curitiba, e também como superior do Seminário Maior de São Basílio. Em julho de 2004, Padre Mazur foi confirmado Superior Provincial (Protohegumen) dos Basilianos no Brasil. Durante o ano como Provincial, também atuou como pároco assistente na paróquia Nossa Senhora Auxiliadora, em Curitiba.
Foi nomeado pelo Papa Bento XVI em 21 de dezembro de 2005 como bispo-auxiliar de São João Batista em Curitiba dos Ucranianos, com a sé titular de Simitthu. Recebeu a ordenação episcopal em 26 de fevereiro de 2006, das mãos do Cardeal Lubomyr Husar, Arcebispo-maior de Kiev e Halycha da Igreja Greco-Católica Ucraniana. Os principais co-consagradores foram o Arcebispo Stefan Soroka, da Arquieparquia Greco-Ucraniana da Filadélfia, e Bispo Efraím Basílio Krevey, OSBM, da Eparquia de São João Batista em Curitiba dos Ucranianos.
Com a criação da Eparquia da Imaculada Conceição em Prudentópolis dos Ucranianos, Dom Meron foi nomeado pelo Papa Francisco como seu primeiro eparca, em 12 de maio de 2014.